# Otto Ier de Salm
Otto Ier de Salm (né vers 1080; mort en 1150) fut seigneur de Rheineck de 1125 à 1137 et comte palatin du Rhin en 1140.

## Biographie
Otto de Salm est le fils de l'anti-roi allemand Hermann de Salm et de son épouse Sophie de Formbach, fidèles partisans de la papauté.
Otto épouse en 1115 Gertrude de Nordheim, veuve du comte palatin du Rhin Siegfried (mort en 1113), elle est la fille et héritière de Henri le Gras margrave de Frise et de Northeim et de Gertrude de Brunswick, elle est aussi la sœur de Richenza l'épouse de l'empereur Lothaire III du Saint-Empire.
Otto de Salm construit le château de Rheineck et il est connu à partir de 1124 comme Otto von Rheineck. Après la mort, le 13 février 1140, de son beau-fils Guillaume de Ballenstedt, le comte palatin du Rhin titulaire, Otto réclame le comté Palatinat rhénan pour lui-même, le nouveau roi Conrad III du Saint-Empire estime que le comté palatin est un fief en déshérence et l'inféode d'abord à Henri II de la maison de Babenberg puis à son beau-frère Hermann de Stahleck. Otto a réussi à conserver les châteaux de Treis et Rheineck. En 1148 éclate une lutte ouverte entre les adversaires le château Treis revient à l'électorat de Trèves et le château de Rheineck est détruit en 1151 par le roi Conrad III.

## Postérité
- Otto II (né vers 1115; mort en 1149); il participe au combat pour le contrôle du Palatinat contre Hermann de Stahleck mais il tombe entre ses mains en 1148 et il est étranglé l'année suivante au château Schönburg près de Oberwesel.
- Sophie de Rheineck (morte en 1176); épouse ∞ Thierry VI de Hollande († 6 aout 1157) puis, peut-être, ∞ Albert l'Ours (né vers 1100; mort en 1170), Margrave de Brandebourg.
- Beatrix; épouse Wilbrand Ier de Loccum-Hallermund, Margrave de Frise.